# Tisobis Valley
Das Tisobis Valley ist ein unvereistes Tal im Australischen Antarktis-Territorium. In der Britannia Range liegt es unmittelbar nordöstlich des Mount Henderson.
Die Mannschaft neuseeländischer Geologen der University of Waikato, die in diesem Gebiet zwischen 1978 und 1979 Untersuchungen durchführte, benannte das Tal in Anlehnung an die Benennung der Britannia Range dem Namen des Flusses Dwyryd in Wales in römischer Zeit.